# Канастеро темнокрилий
Канасте́ро темнокрилий (Asthenes arequipae) — вид горобцеподібних птахів родини горнерових (Furnariidae). Мешкає в Андах. Раніше вважався підвидом білочеревого канастеро.

## Підвиди
Виділяють два підвиди:
- A. h. usheri Hellmayr, 1925 — південь центрального Перу (долини річок Ріо-Пампа і Тамбо в регіоні Апурімак);
- A. h. huancavelicae (Reichenbach, 1853) — захід і південь центрального Перу (локально в Анкаші, а також в Уанкавеліці, Уануко і Аякучо).

## Поширення і екологія
Темнокрилі канастеро мешкають на південному заході Перу (від Ліми на південь до Такни і південного Пуно), на півночі Чилі (Тарапака) та на заході Болівії (на південному заході Ла-Пасу і на північному заході Оруро), Вони живуть у високогірних сухих чагарникових заростях. Зустрічаються переважно на висоті від 3500 до 4800 м над рівнем моря, на заході Перу подекуди на висоті 2500 м над рівнем моря.